# Web (böngésző)
A GNOME Web (korábbi nevén Epiphany) a GNOME saját, alapértelmezett, környezetbe integrált webböngészője. Ellátja azokat a legalapvetőbb feladatokat, ami a böngészéshez kell. Néhány egyszerű beállítása mellett van néhány kiegészítője is. 2009 szeptembere előtt a Gecko böngészőmotort használta, azután a WebKitre tértek át. A böngésző címkéket használ a hierarchikus könyvtárak helyett, gyorsan és egyszerűen. A Wikipédia kiegészítői, mint például a WikEd kompatibilisek a böngészővel. 